# Igor Klyuchnikov
Pas d'image ? Cliquez ici

a Compétitions nationales et continentales officielles uniquement.

b Matchs officiels uniquement.
Dernière mise à jour le 30 juin 2020.
Igor Klioutchnikov, né le 7 janvier 1983 à Moscou, est un joueur de rugby à XV russe qui évolue au poste d'arrière au sein de l'effectif du VVA Podmoskovie. 

## Carrière

### En club
Igor Klioutchnikov évolue au sein de l'effectif du VVA Podmoskovie.

### En équipe nationale
Igor Klioutchnikov a honoré sa première cape internationale en équipe de Russie le 9 mars 2003 contre l'équipe de Géorgie. Il se qualifie avec son équipe pour la Coupe du monde de rugby à XV 2011. La Russie termine en effet deuxième du Championnat européen des nations 2010. Le 23 août 2011, il est retenu par Nikolaï Nerouch dans la liste des trente joueurs qui disputent la coupe du monde de rugby à XV 2011.

## Statistiques en équipe nationale
- 52 sélections en équipe de Russie depuis 2003
- 5 essais (49 points)
- sélections par année : 2 en 2003, 6 en 2004, 2 en 2005, 6 en 2006, 3 en 2007, 5 en 2008, 7 en 2009, 11 en 2010, 10 en 2011
- En coupe du monde :
  - 2011 : 2 sélections (États-Unis, Italie)